# 프리 댄스

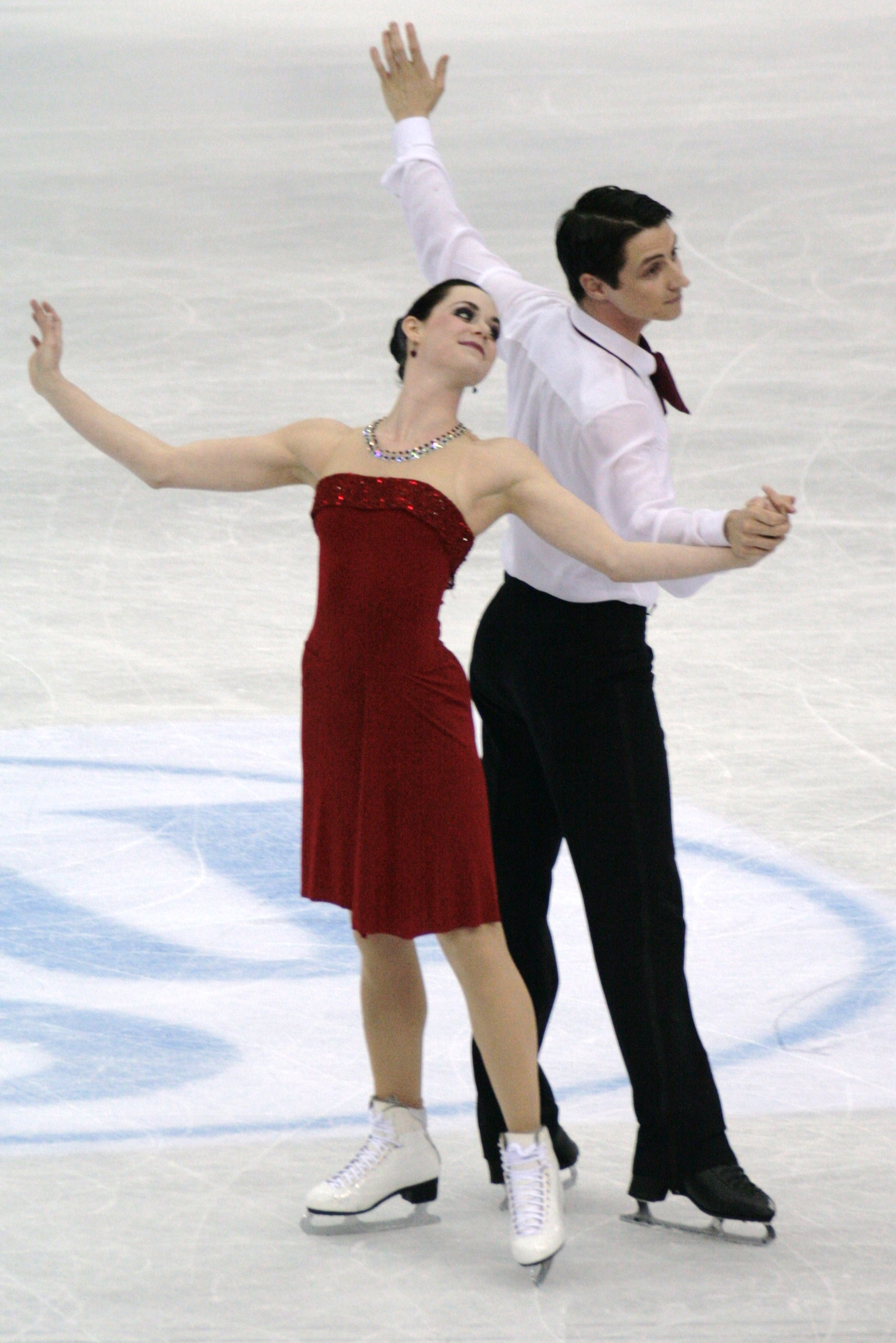

프리 댄스는 아이스 댄싱 종목의 세그먼트이다. 이것은 대회에서 쇼트 댄스후 겨루는 2번째 부분이다.

## 구조와 내용
프리 댄스에서, 팀은 자신의 리듬, 프로그램 테마와 음악을 자유롭게 선택할 수 있다. 창의성도 강력하게 권장된다.

## 참조
1. ↑  “ISU Judging System: 아이스 댄싱”. 《국제 빙상 연맹》. 2008년 11월 13일에 원본 문서에서 보존된 문서. 2016년 9월 21일에 확인함.